# 399

## Narození
- 19. ledna – Aelia Pulcheria, dcera východořímského císaře Arcadia a jeho ženy Aelie Eudoxie († červenec 453)
- 24. srpna – Německé hordy, vedené visigotským králem Alaricem I., vtrhly do nebráněného Říma, který tři dny plenily a rabovali.[1]

## Úmrtí
- 26. listopadu – Siricius

## Hlavy států
- Papež – Siricius (384–399) » Anastasius I. (399–401)
- Východořímská říše – Arcadius (395–408)
- Západořímská říše – Honorius (395–423)
- Perská říše – Bahrám IV. (388–399) » Jazdkart I. (399–421)
- Vizigóti – Alarich I. (395–410)